# 4:AM Forever
4:AM Forever è il quarto singolo estratto dall'album Liberation Transmission dei Lostprophets, pubblicato il 23 aprile 2007.
Il testo è stato scritto come tutti i brani da Ian Watkins, voce e chitarra della band.
La canzone è stata suonata in anteprima durante una puntata di Top of the Pops.